# Percy Sipho Mngometulu
Percy Sipho Mngometulu (1935/1936 – Johannesburg, 6 luglio 2019) è stato un diplomatico swazilandese.

## Biografia
Divenne reverendo e intraprese la carriera di avvocato e conferenziere. Con la moglie Ntombi ebbe tre figli: Sibonelo, Sibani e Sibu.
L'11 maggio 1994 presentò le lettere credenziali in qualità di Alto Commissario in Regno Unito alla regina Elisabetta II. Il 22 febbraio 1995 presentò le credenziali da ambasciatore in Italia al presidente Oscar Luigi Scalfaro, nella Sala degli Arazzi di Lilla del Quirinale. Ricevette tale incarico per nomina di suo genero il re ed ebbe grande influenza come personaggio pubblico.
Dal 2000 rivestì il ruolo di Alto Commissario una seconda volta. Il 4 novembre 2013 fu eletto per un mandato di cinque anni nel Liqoqo, il consiglio consultivo del re. Dopo aver avvertito dolori addominali, venne curato nella Medisun Clinic a Ezulwini, ma poi fu trasferito al Milpark Hospital in Sudafrica.
Lì è deceduto all'età di 83 anni il 6 luglio 2019, per essere tumulato nel cimitero di Mangwaneni dopo il funerale svoltosi nella cattedrale di Mbabane.